# Synagoge (Korop)

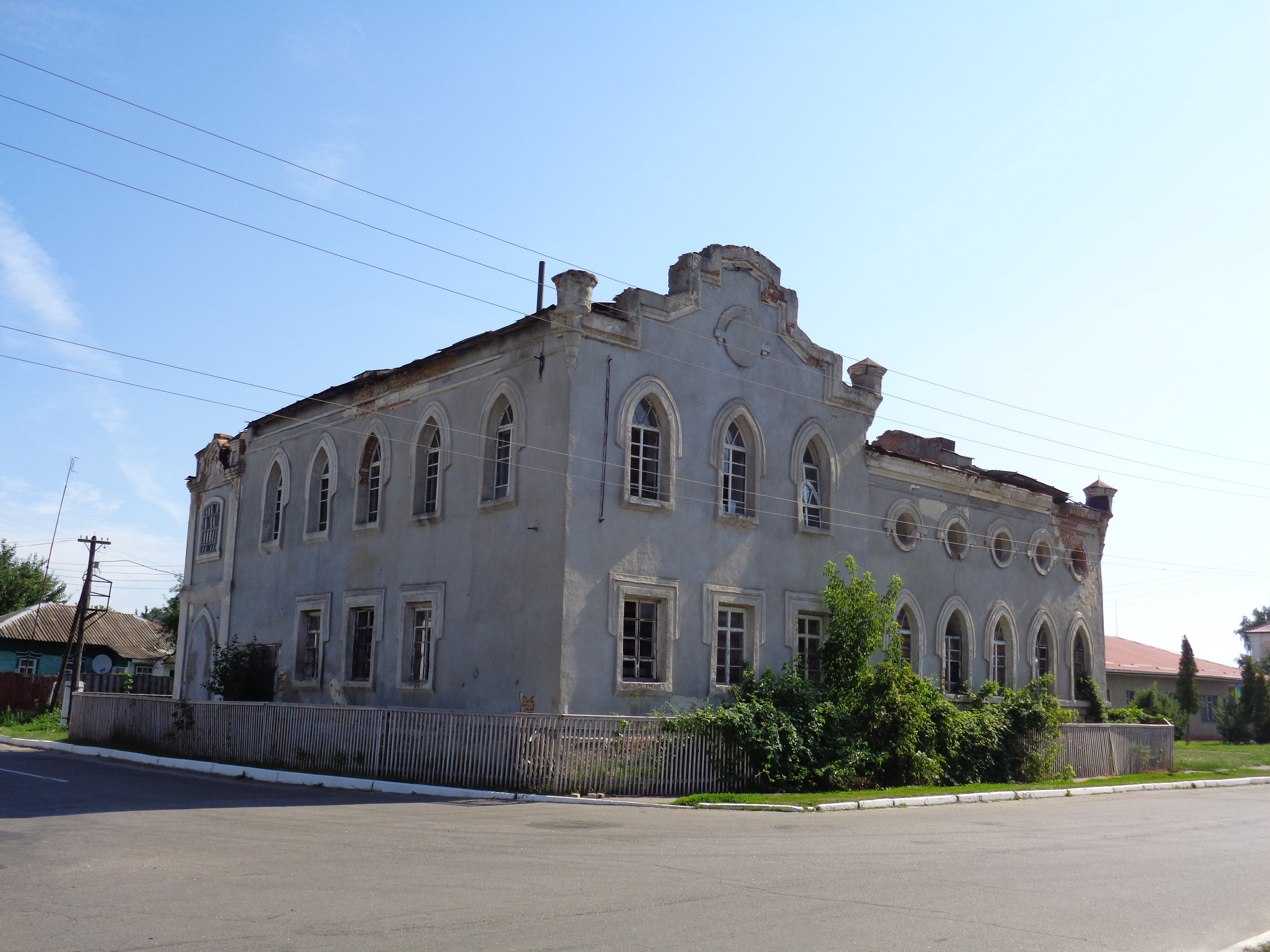
Synagoge in Korop (2017)

Die Synagoge in Korop, einer Siedlung städtischen Typs in der ukrainischen Oblast Tschernihiw, wurde 1886 errichtet.
Die profanierte Synagoge im Stil des Historismus ist ein geschütztes Kulturdenkmal.